# Scrophularia sambucifolia
Scrophularia sambucifolia — вид рослин родини Ранникові (Scrophulariaceae).

## Опис
Багаторічна, трав'яниста, гола, кремезна рослина. Стебла до 150 см, прямостоячі, прості або слабо розгалужені. Листя з листочками, довжиною 6-20 см. Квіти в пухких суцвіттях. Віночок жовто-червоний, або жовтий. Капсули (8-) 10-13 (-15) мм від яйцевидих до майже кулястих. Насіння 0,8-1,3 × (0,4) 0,5-0,8 мм, чорнувате.

## Поширення
Північна Африка: Алжир; [пн.] Марокко; Туніс. Південна Європа: Португалія [цн. і пд.], Гібралтар, Іспанія [пд.]. Населяє вологі й тінисті місця.

## Галерея

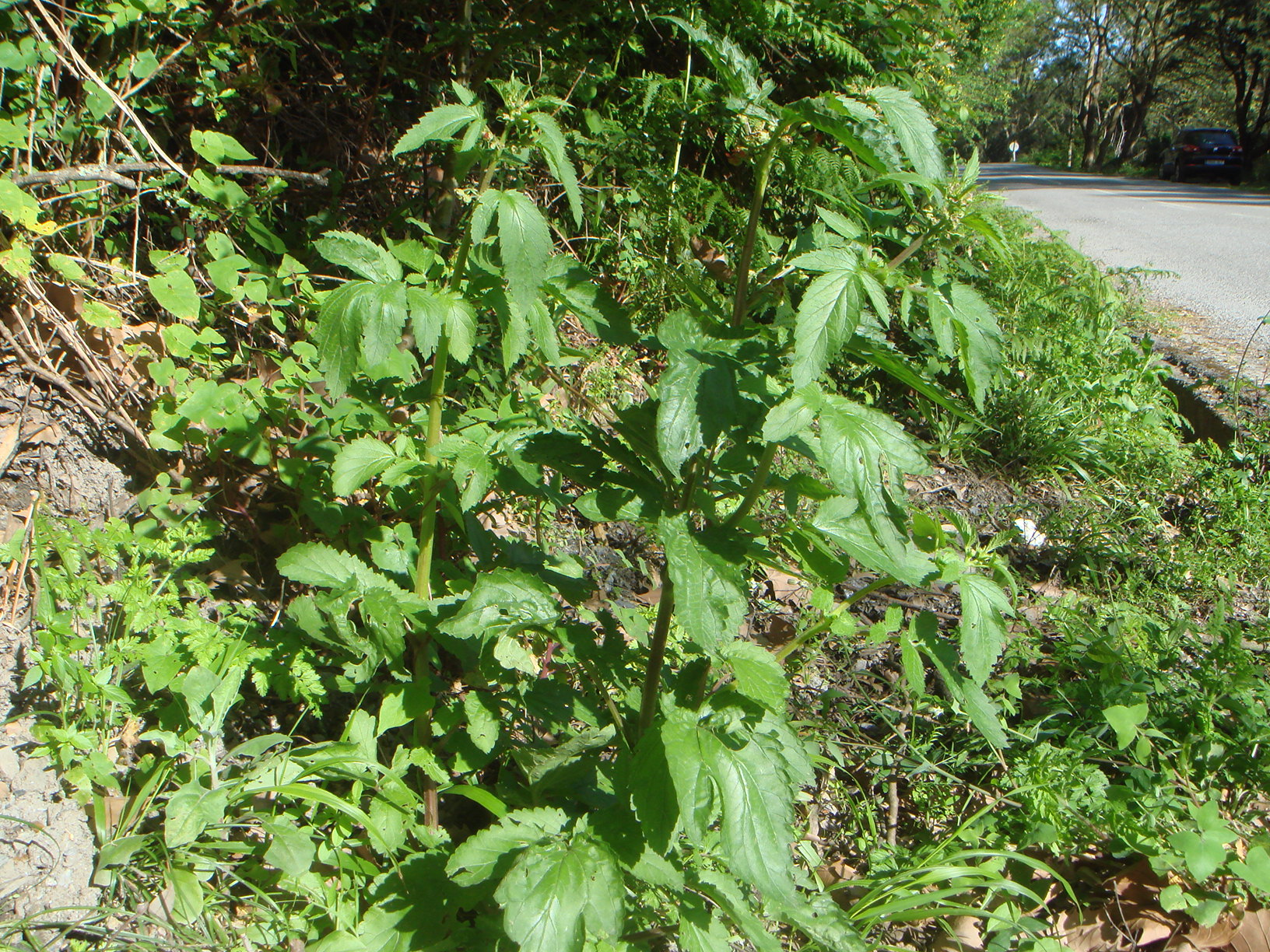
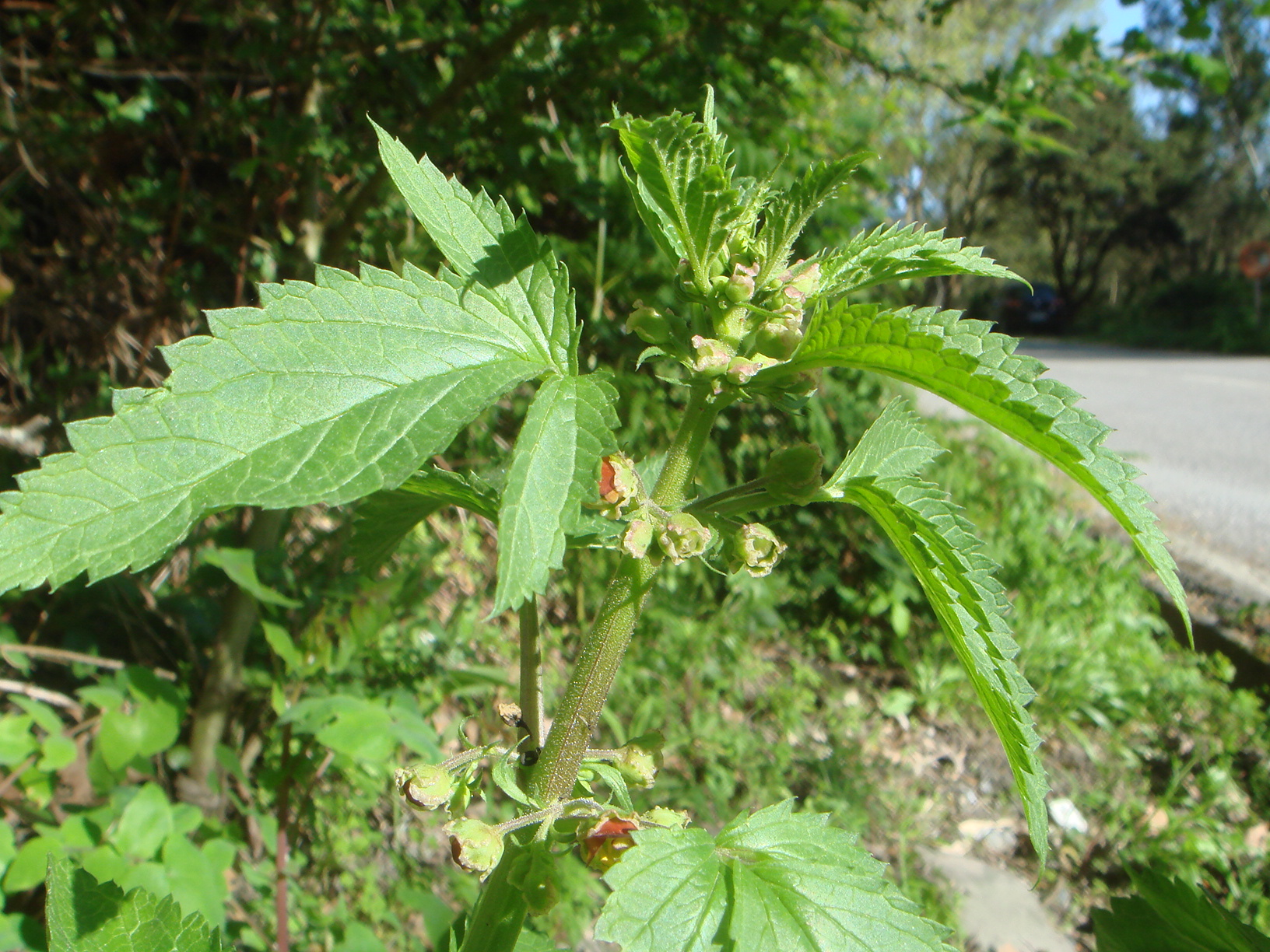
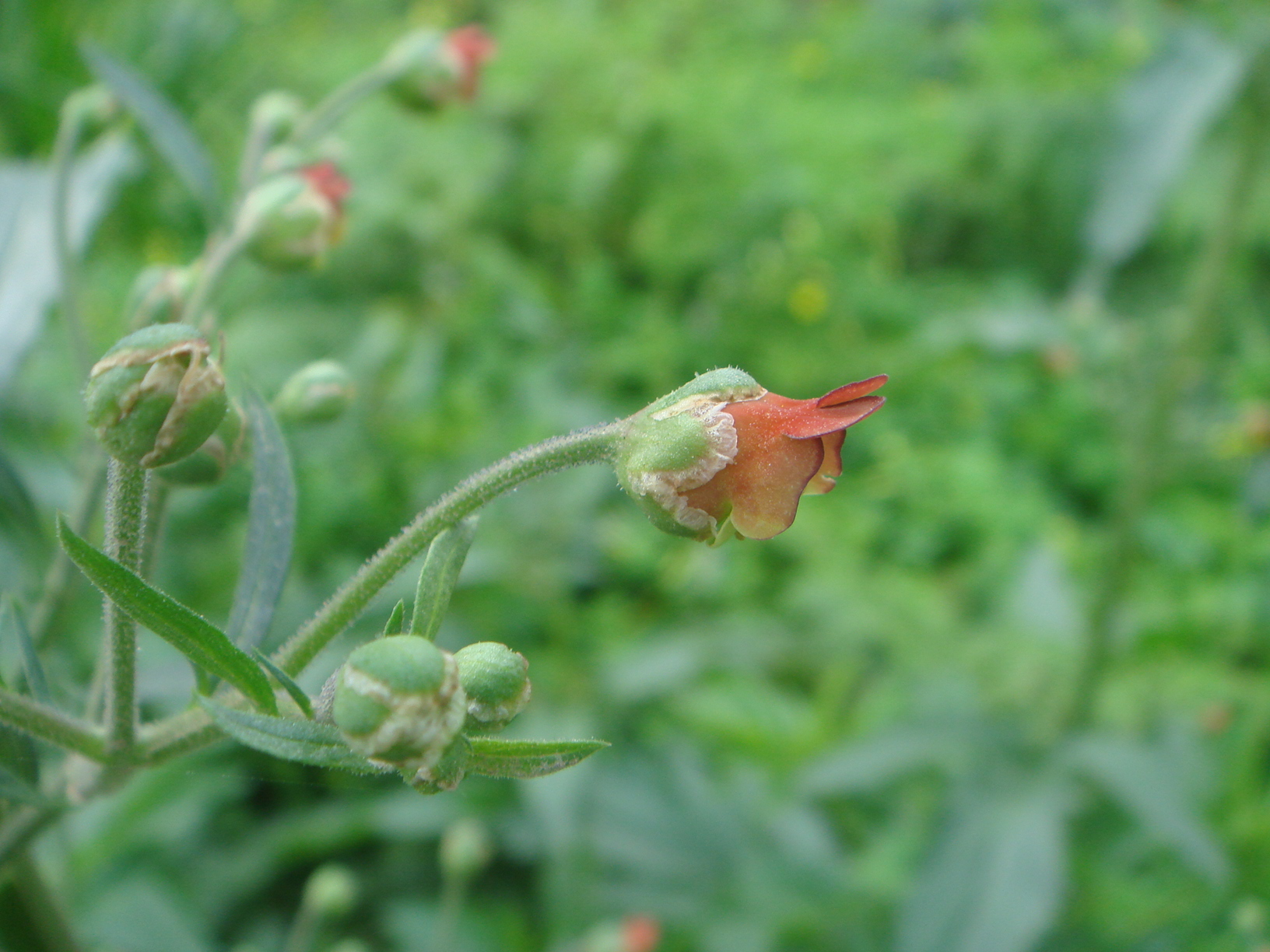